# Sagenoma viride
Sagenoma viride är en svampart som beskrevs av Stolk & G.F. Orr 1974. Sagenoma viride ingår i släktet Sagenoma och familjen Trichocomaceae.   Inga underarter finns listade i Catalogue of Life.